# Limnellia rainier
Limnellia rainier is een vliegensoort uit de familie van de oevervliegen (Ephydridae). De wetenschappelijke naam van de soort is voor het eerst geldig gepubliceerd in 1980 door Mathis and Zack.